# Agonkanmè
Agonkanmè est l'un des neuf arrondissements de la commune de Kpomassè dans le département de l'Atlantique au Bénin,.

## Géographie

### Localisation
Agonkanmè est situé au sud de la commune de Kpomassè. Il est limité au nord par Sègbohouè, à l'est par Kpomassè, à l'ouest par Agbanto et au sud par la commune de Ouidah.

### Administration
Sur les 76 villages et quartiers de ville que compte la commune, l'arrondissement de Agonkanmè groupe 09 villages que sont: 
1. Adjaglo
2. Adjamè
3. Agonkanmè Centre
4. Assogbénou-Daho
5. Assogbènou-Kpèvi
6. Godonoutin
7. Gomè
8. Kpota
9. Oussa

## Histoire
L'arrondissement d'Agonkanmè est une subdivision administrative béninoise. Dans le cadre de la décentralisation au Bénin, Il devient officiellement un arrondissement de la commune de Kpomassè le 27 mai 2013 après la délibération et adoption par l'Assemblée nationale du Bénin en sa séance du 15 février 2013 de la loi n° 2013-O5 du 15/02/2013 portant création, organisation, attributions et fonctionnement des unités administratives locales en République du Bénin

## Démographie
Selon le recensement de la population de 2013 conduit par l'Institut national de la statistique et de l'analyse économique (INSAE), Agonkanmè compte 1913 ménages avec 8 072 habitants,.
| Indicateur           | 2013 |
| -------------------- | ---- |
| Nombre de ménages    | 1913 |
| Population féminine  | 4188 |
| Population masculine | 3884 |
| Population totale    | 8072 |

La population est composée de plusieurs ethnies dont les Adja et les Fon sont majoritaires.

## Galerie de photos

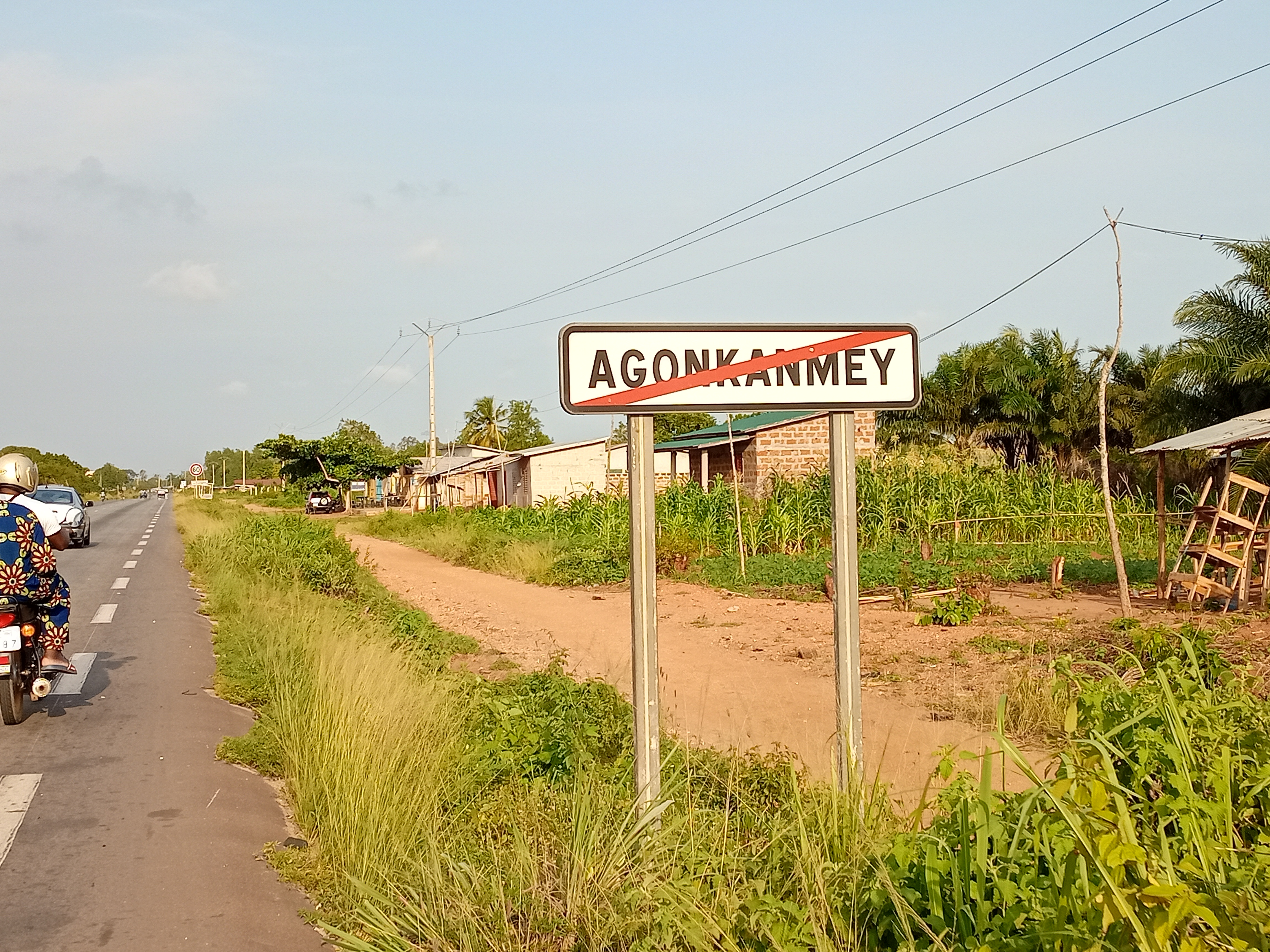
Plaque de délimitation de l'arrondissement d'Agonkanmè.
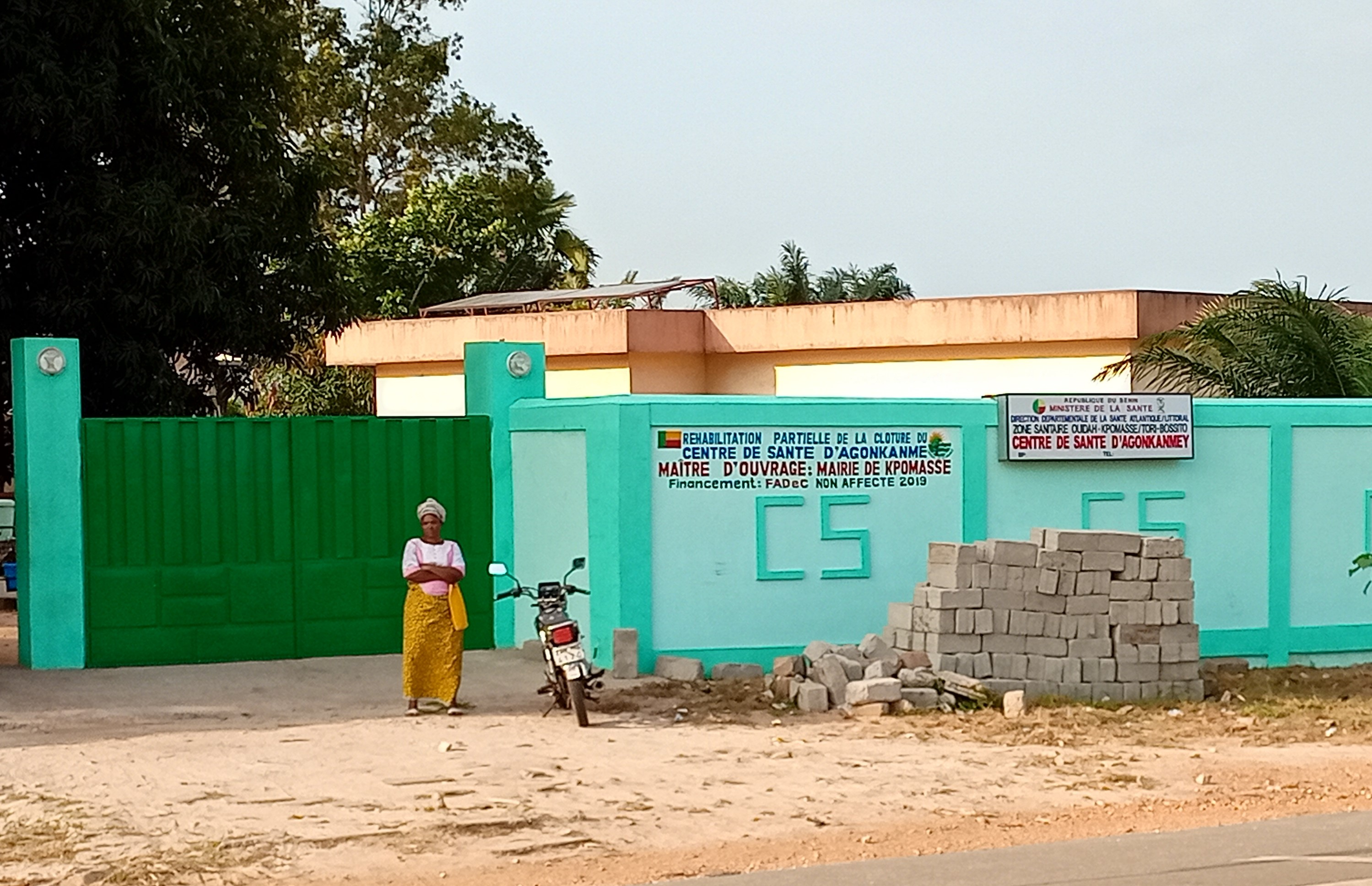
Centre de santé d'Agonkanmè.
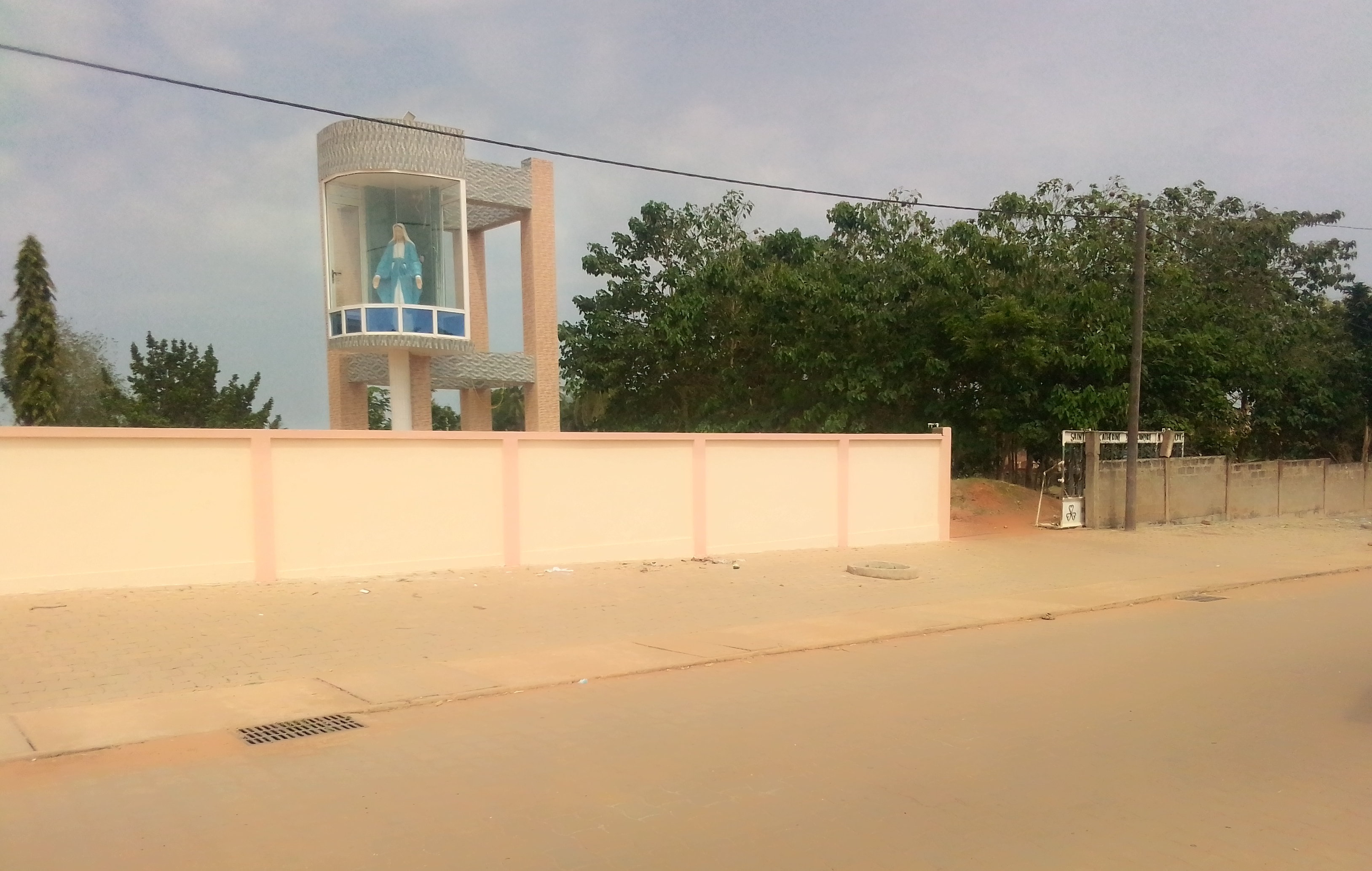
La Vierge Marie de l'église catholique de Tokpa-Domè.
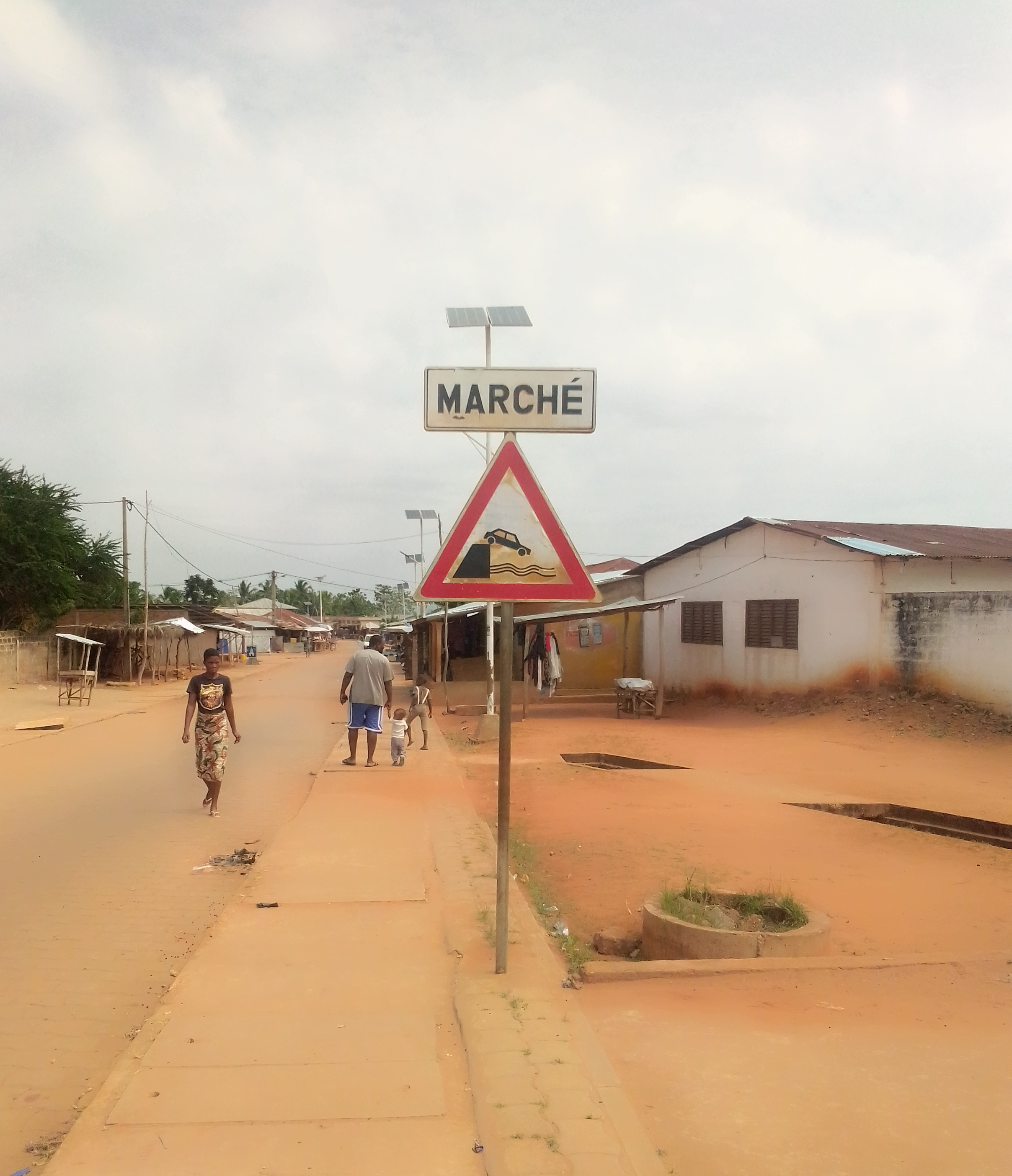
Famille sur la route du marché de Tokpa-Domè.